# Nine Muses A
Nine Muses A (em coreano:  나인뮤지스 A, estilizado como 9MUSES A ou 9MUSES AMUSE) é a primeira subunidade do grupo feminino sul-coreano Nine Muses, formado pela Star Empire Entertainment em 2016. A unidade consiste em quatro membros do Nine Muses: Kyungri, Hyemi, Sojin e Keumjo. A unidade lançou seu extended play de estreia, intitulado Muses Diary, em 4 de agosto de 2016.

## Carreira

### 2016: Estreia comMuses Diary
Após a graduação de Minha e Euaerin do Nine Muses em junho de 2016, a Star Empire Entertainment anunciou anunciou que o grupo estará fazendo um retorno de verão com uma promoção de subunidade. No início de julho, foi anunciado oficialmente que a unidade seria composto por quatro membros, revelando membro Kyungri como primeiro membro oficial da subnidade. A unidade estaria estreando no início de agosto. Em 21 de julho, foi revelado que a formação completa da unidade seria composto pelos membros: Kyungri, Hyemi, Sojin e Keumjo, revelando também que "Lip 2 Lip" seria sua canção de estreia. Nine Muses A é um nome abreviado para Nine Muses Amuse, o que significa que o grupo sempre vai fazer os outros felizes e deixá-los ter um grande momento com o seu desempenho.
Nine Muses A lançou seu álbum de estréia único Muses Diary em 4 de agosto de 2016.

## Integrantes
- Kyungri (hangul: 경리), nascida Park Kyungri (hangul: 박경리) em 5 de julho de 1990 (34 anos) em Busan, Coreia do Sul.
- Hyemi (hangul: 혜미), nascida Pyo Hyemi (hangul: 표혜미) em 3 de abril de 1991 (33 anos) em Gongju, Coreia do Sul.
- Sojin (hangul: 소진), nascida Jo Sojin (hangul: 조소진) em 11 de agosto de 1991 (33 anos) em Masan, Gyeongsang do Sul, Coreia do Sul.
- Keumjo (hangul: 금조), nascida Lee Keumjo (hangul: 이금조) em 17 de dezembro de 1992 (32 anos) em Busan, Coreia do Sul.

## Discografia

### Extended play
| Título      | Detalhes do álbum | Posição nas paradas | Vendas         |
| Título      | Detalhes do álbum | KOR                 | Vendas         |
| ----------- | --- | ------------------- | -------------- |
| Muses Diary | - Lançamento: 4 de agosto de 2016 - Gravadora: Star Empire Entertainment, KT Music - Formatos: CD, Digital download Track listing 1. Your Space 2. Lip 2 Lip 3. Ssh! 4. Monster 5. Lip 2 Lip (Instrumental) | 4                   | - KOR: 10,504+ |

### Singles
| Título      | Ano  | Posição nas paradas | Vendas         | Álbum       |
| Título      | Ano  | KOR                 | Vendas         | Álbum       |
| ----------- | ---- | ------------------- | -------------- | ----------- |
| "Lip 2 Lip" | 2016 | 48                  | - KOR: 208,765 | Muses Diary |